# Motorola 6800

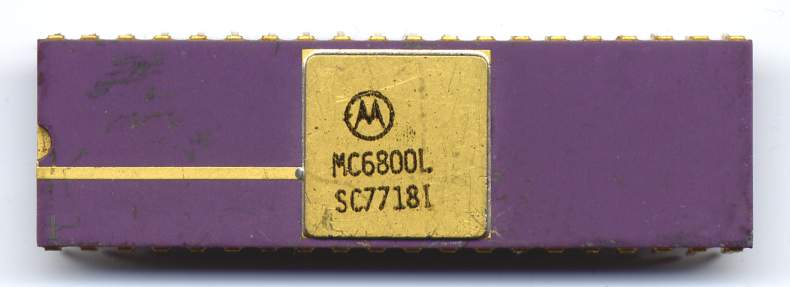
Procesor Motorola 6800

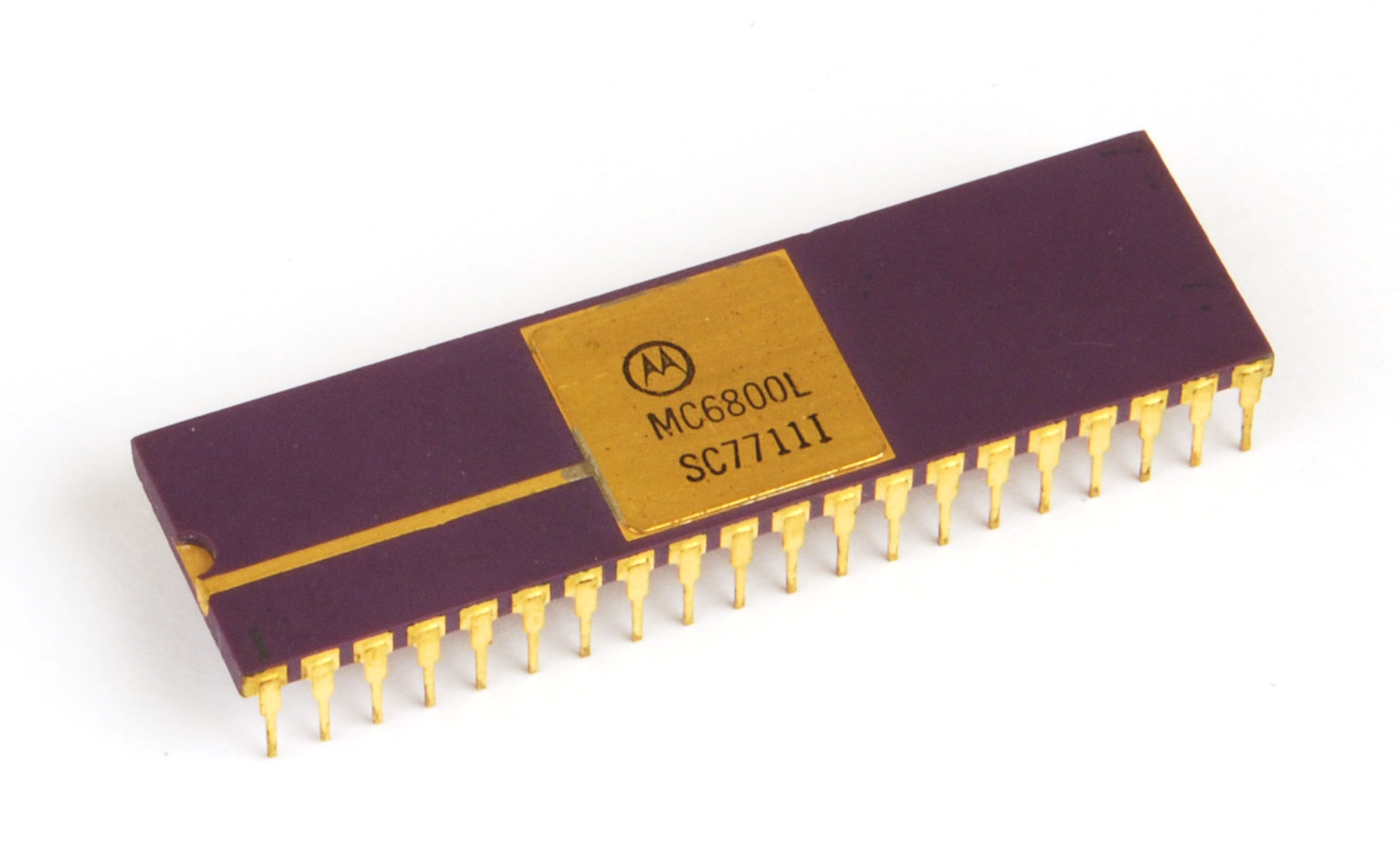
Procesor Motorola 6800

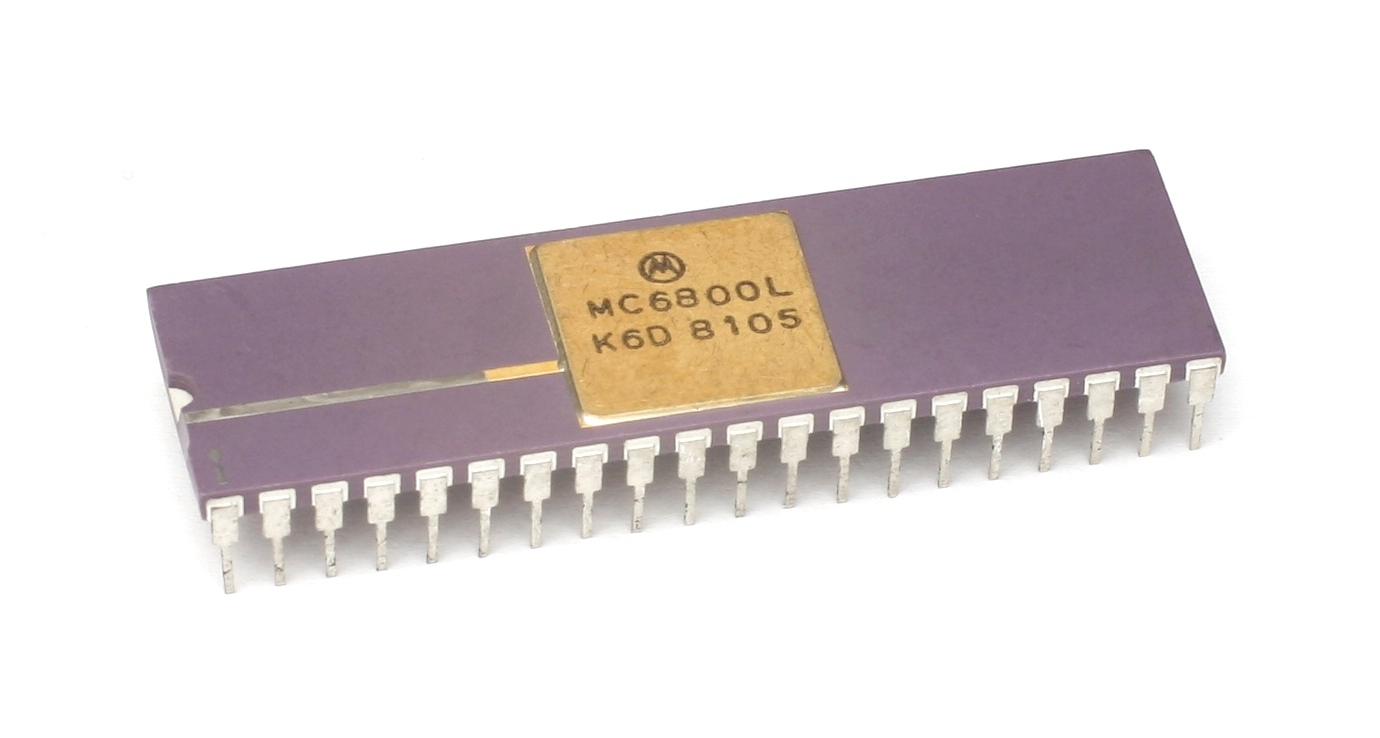
Procesor Motorola 6800

Motorola 6800 – mikroprocesor firmy Motorola opracowany w 1975 r. tuż po pojawieniu się modelu Intel 8080.
Mikroprocesor miał 78 instrukcji, włącznie z nieudokumentowaną instrukcją testu szyny HCF (Halt and Catch Fire). Model ten został zastąpiony modelami Motorola 6801 i Motorola 6803. Na projekcie tym był oparty MOS 6502, ale miał o jeden rejestr danych mniej i o jeden rejestr indeksowy więcej.